# Aleksandr Krupskij
Aleksandr Konstantinovič Krupskij (in russo Александр Константинович Крупский?; 4 gennaio 1960) è un ex astista sovietico, dal 1991 russo.

## Palmarès

### Europei
- 1 medaglia:
  - 1 oro (Atene 1982)

### Europei indoor
- 3 medaglie:
  - 2 argenti (Grenoble 1981; Göteborg 1984)
  - 1 bronzo (Atene 1985)

### Giochi dell'Amicizia
- 1 medaglia:
  - 1 bronzo (Mosca 1984)